# Corollospora novofusca
Corollospora novofusca är en svampart som beskrevs av Kohlm. & Volkm.-Kohlm. 1991. Corollospora novofusca ingår i släktet Corollospora och familjen Halosphaeriaceae.   Inga underarter finns listade i Catalogue of Life.